# Airat Kassimowitsch Chamatow
Airat Kassimowitsch Chamatow (russisch Айрат Касимович Хаматов; * 2. Februar 1965 in Kasan) ist ein ehemaliger sowjetischer Boxer und Weltmeister von 1989 im Federgewicht.

## Karriere
Chamatow wurde 1989 Sowjetischer Vizemeister und startete bei den Weltmeisterschaften 1989 in Moskau, wo er die Goldmedaille gewann. Er schlug auf dem Weg zum Titel Ostavian Stoica, Rumänien, Abbas Khalaf, Irak, Ha Hwa-Tae, Nordkorea, Arnaldo Mesa, Kuba und Kirkor Kirkorow, Bulgarien.
1990 gewann er zudem die AIBA Challenge Matches in West-Berlin durch erneuten Finalsieg gegen Kirkor Kirkorow. Bei den Goodwill Games 1990 in Seattle gewann er nach Halbfinalniederlage gegen Óscar de la Hoya die Bronzemedaille.
1991 gewann er die letzten Sowjetischen Meisterschaften durch Finalsieg gegen Artur Grigorian und nahm an den Europameisterschaften 1991 in Göteborg teil. Nach Siegen gegen Martin Harley, England, Tibor Rafael, Tschechien und Tontscho Tontschew, Bulgarien, sowie Finalniederlage gegen Vasile Nistor, Rumänien, gewann er die Silbermedaille.
Darüber hinaus gewann er auch Turniere in Thailand und Frankreich. Von 1992 bis 1994 bestritt er acht Profikämpfe mit zwei Siegen, zwei Unentschieden und vier Niederlagen.